# ショートカミングズ
『ショートカミングズ』（英: Shortcomings）とは、ドローン&クォーターリーから刊行されたエイドリアン・トミネによるグラフィックノベル作品。2004年から2007年にかけて『オプティック・ナーヴ 』（第9～11号）に掲載され、2007年に全1巻で単行本化された。文芸誌 Timothy McSweeney's Quarterly Concern 第13号（2004年）のコミック特集でも作品の一部が掲載された。2024年現在、日本語版はない。2023年に同題で映画化され、日本でも『非常に残念なオトコ』の題でデジタル配信された。
作者と同じ日系アメリカ人男性を主人公として人種と性のテーマを扱っている。自ら発刊した短編アンソロジー誌『オプティック・ナーヴ』で若くして脚光を浴びたトミネにとって初めての長編であり、発表時点で「もっとも意欲的な作品」と評された。

## 内容

### あらすじ
カリフォルニア州バークレーに住む主人公ベン・タナカは、同棲中の恋人ミコ・ハヤシと互いに刺のある言葉を投げ合う。ミコはアジア系アメリカ人の文化コミュニティに深く関わっているが、ベンは人種関連の活動を毛嫌いしている。ベンの机から白人女性が出演するポルノグラフィを見つけたミコは、アジア系としても女性としても拒絶されていると感じ、キャリアアップのため一人でニューヨークに行くことを決める。残されたベンは自分が本当に望んでいると感じられる女性をやみくもに追い求めるが、後味の悪い結果に終わる。やがてミコからの連絡が途絶える。疑いを抱いたベンはニューヨークまでミコを訪ねて詰問し、2人の破局は決定的なものとなる。恋人を失い、新しい女性とも関係を築けず、さらに長年の親友とも別れたベンは、帰路の機中で考えに耽る。

### 登場人物
ベン・タナカ
30歳の日系アメリカ人男性。「皮肉っぽいナルシスト」「人間嫌いなところがあり、性的な面で自信に欠ける」「偏屈で協調性に欠け、他人に興味がなく、超絶毒舌家ながら脇が甘すぎる」と評される欠点の多い人物。人種的アイデンティティを意識しないようにふるまう裏で、白人女性と付き合うことを夢想している。
ミコ・ハヤシ
31歳の日系アメリカ人女性。ベンと数年にわたって同棲してきたが、乗り越えられない壁があると感じ始める。アジア系自主製作映画研究所から奨学金を受けたのをきっかけに「距離を置こう」と提案し、ベンを置いてニューヨークに去る。
アリス・キム
29歳の韓国系女性。ベンにとっては恋人に言えないことでも打ち明けられる無二の親友。肉食系のレズビアンで社交的な性格。ベンと大学で知り合って以来、皮肉な言動と頭の固さを面白がって付き合いを続けている。
オータム・フェルプス
ベンが経営する映画館に就職してきた22歳の金髪女性。パフォーマンスアートのグループに所属しており、ベンを公演に誘う。
サーシャ・レンズ
大学院で学んでいる28歳の金髪女性。パーティーで出会ったベンと意気投合して親しくなる。

## 制作過程
タイトル Shortcomings は「欠点」を意味するが、制作中の仮題は White on Rice（コメと白）であった。この慣用句は「ぴったりくっついた」「切っても切れない」という意味だが、「白人と性的関係を結ぶアジア系」という含意もある。
本書は100ページほどの長さだが、制作には数年かかった。理由の一つは現実のニューヨークとカリフォルニアの風景を正確に写し取って背景にしようとしたためである。この工程は非常に負担が大きく、期待した効果も上がらなかったため、後の作品『キリング・アンド・ダイング』（2015年）ではより簡略化された自由度の高いアプローチが取られた。

## テーマと分析
『ショートカミングズ』は作者エイドリアン・トミネにとって刊行時点で最長の作品であり、アジア系アメリカ人の自己認識のテーマを扱った最初の作品でもあった。トミネはそれまで自身の人種から何の影響も受けていないかのような態度をとっており、自画像を除けば作品にもアジア系の登場人物を出さずにいた。しかし本作では作者と同じ日系アメリカ人が主人公とされ、短小コンプレックスや白人女性を戦利品扱いする感覚など、アジア系男性の多くが成長過程で遭遇する問題が正面から取り上げられている。ジュノ・ディアズは本作が「「欲望」と呼ばれるものの形成に人種が密かに計り知れない力を及ぼしていることに我々がまったく気づかず、同時に過剰なほど意識している」様子を描いていると述べ、なおかつ人種のテーマが過度に焦点化されず、登場人物が織りなすドラマの裏に巧妙に隠されている点を称賛した。
サンドラ・オーは米国多民族文学研究協会  (MELUS) に寄稿した評論で、本作以前からトミネの作品には人種的な自己との葛藤が隠されていたと主張した。「トミネは人種化されたアイデンティティを作品に取り入れることに抵抗しており、一部のアジア系アメリカ人から批判を受けていた。そのトミネがアジア系アメリカ人の主題を正面から扱ったことで、それが本当に抵抗だったのかという疑問が生じた。今やトミネが描いてきた半自伝的コミックは、民族を代表することの制限と責任の記録として読むことができる」オーはさらに、作者トミネは作中のベンと同じく、多かれ少なかれ「社会的に刻印されたアイデンティティの制約から逃れられる可能性について悲観的」だと述べた。このような悲観主義は作品の全編で見られ、ベンが彼のいう「人種について何か大きな「宣言」をしようとする」もの全般に対して拒絶と敵意を示すのはその表れである。それと同時に『ショートカミングズ』では人種に関するいくつかの問題が取り上げられているが、クリシェに頼ることは避けられているという。冒頭で提示されるアジア系映像作家フェスティバルのシーンは、アジア系に期待される類型的な作風を風刺したものである。トミネ自身は本作で「客観的には間違いなくアジア系であるが、内的にはその事実と結び付かない生き方をしているキャラクターを描きたかった」と述べている。

## 批評家の反応
本作は2007年に『パブリッシャーズ・ウィークリー』やニューヨーク・タイムズ紙、Amazon.comなどによって一般書やグラフィックノベルの年間ベストリストに載せられた。『エンターテインメント・ウィークリー』誌はトミネ作品の多くを賞賛しており、本作も例外ではなかった。2006年に同誌は短評でこう書いた。
コミックシリーズ『オプティック・ナーヴ』で知られる天才エイドリアン・トミネは、91年以来、日常の一幕を切り取った『ナーヴ』で熱烈な支持を築いてきた。最新作（9〜11号）で描かれる気難しい映画館経営者ベン・タナカは、アジア系のガールフレンドをつなぎ止めようとあがきながら、白人女性と付き合うことを熱望している。タナカはみじめでどうしようもない人物だが、淡々とした語りの名手であるトミネはいともたやすく彼をジェネレーションXのヒーローに仕立て上げる。
Salon.comでは、本作によってトミネはダニエル・クロウズやヘルナンデス兄弟のような「ジェネレーションXの偉大な漫画家」の列に並ぶだろうと述べられた。批評家ケン・タッカーは本作に「A」評価を与え、「どんな散文の小説にも見劣りしない、突き刺すようにリアルなグラフィック・ナラティヴ（絵による物語）」と呼んだ。オックスフォード大学のデイヴィッド・シュックは『ワールド・リテラチュア・トゥデイ 』誌で本作の作画について「作者の特徴であるすっきりして簡潔な」絵だと述べた。また、「問題を提起することそのものが著しく努力を要するほど重要な」問題を取り上げたことを称賛した。
本作は完全に批判を免れたわけではない。作者がそれまでもっぱら短編作家として活動していたことと結び付けて、プロットの散漫さや展開の遅さが課題として挙げられることもあった。

### 参考資料
- Adrian Tomine (2012). Shortcomings (paperback (3rd printing) ed.). Drawn and Quaterly. ISBN 978-1-897299-75-3